# Pagurus kroyeri
Pagurus kroyeri är en kräftdjursart. Pagurus kroyeri ingår i släktet Pagurus och familjen eremitkräftor. Inga underarter finns listade i Catalogue of Life.